# Greeza
I Greeza sono un gruppo musicale hip hop italiano, formato da:
- Br1
- Gheesa
- Marcolizzo

## Storia
I Greeza nascono a Calatafimi-Segesta nel 1999 da un miscuglio di altre due crew locali, Metaphisiklan (Gheesa) e gli F.D.S. (Br1 e Marcolizzo).
Nella formazione iniziale del gruppo c'era anche Nino Panino che continua comunque a collaborare con il suo vecchio gruppo.
Le prime produzioni dei Greeza risalgono al 2001 e si tratta di due singoli, i quali hanno riscosso un forte interesse da parte degli amanti del genere ed un inaspettato successo da parte del gruppo.
Nel 2002 avviene la fusione con i Metaphisiklan per realizzare un nuovo album, Meta grezzi meta no, con nuove influenze e suoni diversi.
Anche questo prodotto ha ottenuto buoni riscontri, è stato giudicato positivamente dalla critica, riuscendo ad essere ascoltato da un pubblico più vasto.
Dopo svariati live sparsi in tutta la Sicilia e diverse partecipazioni a contest di freestyle tra i quali il Tecniche Perfette, hanno anche aperto i concerti di grandi artisti come Kaos e Sud Sound System, mostrandosi all'altezza della situazione.
Attualmente hanno deciso di dedicarsi al loro nuovo progetto, una specie di street album dal titolo Crush Text che anticiperà il loro disco d'esordio.

## Formazione
- Br1 (1999 - in attività) - MC
- Gheesa (1999 - in attività) - MC, Beatmaker
- Marcolidzo (1999 - in attività) - MC

## Discografia
- 2001 - Natural Born Rapper
- 2003 - Meta grezzi meta no
- 2004 - Potere e terrore
- 2010 - Jalla Jalla